# Sài Gòn Yo!
Sài Gòn Yo! (tựa tiếng Anh: Saigon Electric) là một bộ phim hiphop - tình cảm - tâm lý Việt Nam của đạo diễn Stephane Gauger thực hiện, được khởi chiếu vào ngày 22 tháng 4 năm 2011. Dàn diễn viên trong phim gồm có Vân Trang, Quỳnh Hoa, Hà Hiền, Khương Ngọc, Elly Trần và Việt Max. Câu khẩu hiệu chính thức của phim là Hãy tin vào ước mơ.

## Nội dung
Mai là một cô gái từ Bạc Liêu lên Sài Gòn để thi vào trường múa, cô đam mê múa lụa và ước mơ trở thành người múa lụa chuyên nghiệp. Khi lên Sài Gòn, Mai thuê căn nhà nhỏ ở tạm, chủ nhà là ông giáo sư trước đây từng làm nhạc trưởng của dàn nhạc giao hưởng. Lúc đi thi múa, sự hồi hộp khiến Mai bị phân tâm rồi có rắc rối xảy ra nên cô thi trượt. Sau đó Mai đi ngang qua nhà thờ Đức Bà, cô nhìn thấy một nhóm nhảy hiphop có tên Saigon Fresh đang biểu diễn cho mọi người xem.
Mai xin vào làm việc trong một quán ăn, tình cờ gặp được Kim - cô gái mồ côi có cá tính mạnh mẽ và cũng là thành viên của nhóm Saigon Fresh cũng đang làm việc trong quán ăn này. Mai và Kim kết bạn với nhau, cả hai luôn đối xử tốt với nhau, Kim còn dẫn Mai đến khu trung tâm văn hóa để gặp gỡ nhóm Saigon Fresh. Cả nhóm Saigon Fresh đều quý mến Mai, đáng chú ý nhất là anh chàng trưởng nhóm Do-Boy. Kim cho Mai biết rằng cả nhóm đang cố gắng tập luyện nhằm mục đích thi đấu với nhóm nhảy North Killaz ở giải Samsung, nhóm nhảy nào chiến thắng ở giải Samsung sẽ được qua Hàn Quốc biểu diễn. Có lần Mai và Kim đem cơm trong quán cho nhóm Saigon Fresh ăn nên bị chủ quán đuổi việc, cả hai phải chuyển qua làm việc phát tờ rơi trước cửa siêu thị điện máy.
Trong lúc đang làm việc, một anh chàng công tử tên Hải đến tán tỉnh Kim và mời Kim đi ăn tối tại nhà hàng sang trọng. Thấy Hải có tính tình hài hước nên Kim đồng ý làm người yêu Hải. Sau khi nghe trưởng nhóm Do-Boy đánh giá mình còn quá non nớt, Kim nổi giận rồi bỏ nhóm. Hằng ngày Hải thường chở Kim đi chơi, anh còn đưa Kim về gặp ba anh. Bỗng dưng Hải cứ tránh mặt Kim và đi cặp kè với cô nàng tiểu thư tên Hoa. Kim đau khổ vào vũ trường nhảy nhót đến nỗi bị sốc thuốc rồi ngất đi, được Mai và Do-Boy đưa về nhà. Sáng hôm sau, Kim được ông giáo sư cho ăn sáng, sau đó Mai đưa Kim về lại khu trung tâm để tiếp tục tập luyện với nhóm Saigon Fresh.
Khu trung tâm văn hóa sắp bị thu hồi vì quy hoạch, đặc biệt người có ý định thu hồi chính là ông Lê - ba của Hải. Nhóm Saigon Fresh muốn giữ khu trung tâm thì chỉ còn một cách duy nhất là phải thắng giải Samsung. Hải đến gặp Kim rồi tâm sự với Kim, anh bảo rằng trước giờ anh chỉ biết sống theo sự sắp đặt của ba anh, anh phải chia tay Kim để cưới Hoa làm vợ do ba anh bắt buộc, Kim thông cảm và tha lỗi cho Hải. Cuối cùng ngày thi đấu cũng đến, nhóm Saigon Fresh và nhóm North Killaz đối đầu nhau ở giải Samsung. Nhờ có ý tưởng nhảy hiphop theo nhịp trống đánh mà nhóm Saigon Fresh giành chiến thắng. Ông giáo sư chủ nhà của Mai gọi điện cho trường múa để xin cho Mai được thi lại, ông còn gọi má của Mai lên thành phố để xem Mai thi. Mai đi thi lại và lần này cô thi đậu, trở thành người múa lụa chuyên nghiệp đúng như ước mơ của cô. Sau này nhóm Saigon Fresh được qua Hàn Quốc biểu diễn. Cuối cùng Mai, Kim và nhóm Saigon Fresh đều đã đạt được ước mơ của họ.

## Diễn viên
- Vân Trang vai Mai
- Nguyễn Thị Quỳnh Hoa vai Kim
- Hà Hiền vai Do-Boy
- Khương Ngọc vai Hải
- Elly Trần vai Hoa
- Việt Max vai Việt Max
- Tấn Thi vai Ông giáo sư
- Hữu Luân vai Ông Lê, ba của Hải
- Nguyễn Hậu vai Ủy viên thành phố (†)
- NSND Kim Xuân vai Má của Mai
- Nguyễn Văn Phúc vai Giám khảo trường múa
- Trần Trung Lĩnh vai DJ trong vũ trường
- Quân Rapsoul vai MC trong giải Samsung
- Hồ Bích Trâm vai Con gái ông giáo sư
- Tronie Ngô vai Thành viên nhóm Saigon Fresh
- Mai Ngô vai Thành viên nhóm Saigon Fresh

## Nhạc phim
- Saigon Electric - Chosen
- Rock your body (Chad Hugo, Pharrell Williams, Justin Timberlake) - Thai & Jimmy Boi
- Walk (Suboi) - Suboi
- Away (Suboi) - Suboi
- Trên xe (Quân Rapsoul) - Quân Rapsoul
- Friends (Suboi) - Suboi
- Người tôi yêu nhất (Quân Rapsoul) - Quân Rapsoul
- Vui lên nào (Quân Rapsoul) - Quân Rapsoul
- Mangetsu (Cal Rajin Taiko) - Cal Rajin Taiko
- Bad girl - Trúc Duy & Icee
- Baby don't cry (Addy Trần) - 365
- Kids at the bar - Southpaw
- Bassline time - AC Slater
- WTF (Jesse Tittworth) - Tittsworth, Kid Sister, Pase Rock
- A Yo the bossman - Antoneus Maximus
- Thuyền trăng (Nhật Bằng & Thanh Nam) - Thanh Lan & Quỳnh Giao

## Giải thưởng
Tại lễ trao giải Cánh Diều Vàng 2011, Sài Gòn Yo! đã đoạt giải "Cánh Diều Bạc" và còn mang về cho nữ diễn viên Quỳnh Hoa giải "Nữ diễn viên chính xuất sắc".